# Эритрина коралловидная
Эритри́на кораллови́дная (лат. Erythrina coralloides) — вид цветковых растений рода Эритрина (Erythrina) семейства Бобовые (Fabaceae).

## Ботаническое описание
Дерево 5 м высотой, очень засухоустойчиво, имеет красные цветки (отсюда название) и белую древесину. Семена эллиптической формы, гладкие, блестящие, кораллово-красные, с выпуклой продольной полосой с обратной стороны и белым рубчиком, окружённым чёрной границей. 

## Распространение и местообитание
Ареал простирается от Аризоны в США к югу до штата Оахака в Мексике.

## Особенности химического состава
Семена растения очень ядовиты, содержат эритроидин, мощный паралитический яд моторной системы, а также эритрорезин, вещества, вызывающие рвоту, коралин и эритриновую кислоту. Экстракт из них может составить замену кураре. Химический анализ семян, проведённый Rio de la Loza, показал, что они содержат 13,35 жиров, 0,32 смолы, растворимой в эфире, 13,47 смолы, растворимой в алкоголе, 1,61 алкалоида эритрококаллоидина, 0,83 смолы, не содержащей эфирного масла, 1,55 сахаров, 0,42 органических кислот, 15,87 крахмала, 7,15 влаги и 39,15 неорганического вещества. 

## Хозяйственное значение и применение
Древесина используется для изготовления пробок, форм и мелких декоративных элементов (особенно в штате Сан-Луис-Потоси). Растение выращивается в качестве декоративного из-за красивых красных цветков. Цветки употребляются в пищу.